# L'Avventuroso
L'Avventuroso (« L'Aventureux » en italien) est un hebdomadaire de bande dessinée italien publié d'octobre 1934 à mai 1943 par les éditions Nerbini (it).
Ce périodique pour enfants diffuse à ses débuts principalement des adaptions de romans populaires d'aventure et des comic strips américains d'aventure : Brick Bradford, Le Fantôme, Flash Gordon, Just Kids, Red Barry, Terry et les Pirates, etc.
Fin novembre 1938, le ministère de la Culture populaire italien interdit la diffusion de bandes dessinées anglophones, hors Mickey Mouse (publié entre autres dans Topolino) ; Nerbini fait alors appel à plus d'auteurs italiens (comme Giove Topi ou Gaetano Vitelli) tout en italianisant les noms des personnages et auteurs des séries américaines les plus populaires.
Mondadori rachète L'Avventuroso en mai 1943 et le fusionne peu après avec Topolino.